# Kangoo (série télévisée d'animation)
Pour l’article homonyme, voir Renault Kangoo pour le véhicule ludospace et utilitaire..
Kangoo est une série télévisée d'animation française en 65 épisodes de 25 minutes créée par Thibaut Chatel, Frank Bertrand et Jacqueline Monsigny, et diffusée à partir du 3 septembre 1996 sur TF1 dans Salut les toons ainsi que TF!, et rediffusée sur Canal+ en 2003 puis sur Fox Kids, Canal J en 2005 et enfin sur KidsCo en 2012-2013.
Elle est également disponible en intégralité sur la chaîne YouTube TeamKids depuis le 15 mars 2018.
Lors de sa diffusion, la série divise les Français, mais rencontre un succès d'audience sur TF1, donnant naissance à deux séries dérivées, Les Kangoo aux Jeux et Kangoo Juniors.

## Synopsis
Les Kangoo sont une équipe de basket ayant la particularité d'être constituée de 5 kangourous anthropomorphes (Napo, Archie, Nelson, Kévin et Junior) avec chacun leur personnalité bien trempée, vivant sur l'île de la Sierra Kangoo et défendant au cœur de celle-ci l'énigmatique plante dorée, convoitée par leurs éternels ennemis.
Dans le dernier épisode : Mister D et Vipéra enlèvent les Grands du Mysialand à bord du Jumbo Jet et exigent la plante Dorée des Kangoo comme rançon. Les Kangoo tentent de les libérer mais sont faits prisonniers. Mais avec l'aide de Tiffany et d'Oscar, les Kangoo se libèrent et neutralisent Mister D et Vipéra qui se chamaillaient une fois de plus. Apprenant par la télé que les Kangoos sont les otages de Mister D et Vipéra, les autres ennemis des Kangoos : Robur, Roxana, Don Marcos et Janus se rendent sur le Jumbo Jet pour s'emparer de la Plante Dorée, la croyant à bord. Prévenus par Tiffany, les Kangoos les neutralisent facilement. Ils décident d'envoyer tous leurs ennemis, (Mister D, Vipéra, Don Marcos, Janus, Robur, Roxana, Buck et Jo, et Billy la poubelle), dans l'espace à bord d'une fusée pour ne plus jamais les revoir, ramenant la paix sur Terre. Quant à Arthur, le singe de Mister D, il devient ami avec Oscar et les Kangoos.

## Voix
- Roger Carel : Roy Walter / Archie / Arthur / Robur
- Patrick Poivey : Napo
- Marc François : Nelson / Bob Mitch / voix additionnelles
- Daniel Beretta : Kévin
- Valérie de Vulpian : Junior / Tiffany / voix additionnelles
- Jean-Claude Montalban : Mister D
- Francine Lainé : Vipéra
- Claude Chantal : la reine du Mysialand
- Benoît Allemane : Sammy

## Personnages

### Les Kangoo
- Napo est le capitaine de l'équipe de basket et celui qui saute le plus haut. Sa couleur est le rouge/magenta, il a environ 16 ans. il a les yeux noirs et les pointes des oreilles noirs. Nerveux, intelligent et autoritaire, Napo déteste que l'on discute ses ordres, il sait se faire respecter. Il lui arrive d'aller trop loin dans ses décisions, ce qui a valu une fois de se faire virer par son groupe, mais c'est un ami fidèle sur qui ses amis peuvent toujours compter. Napo a un talent pour la récitation.
- Nelson est l'as de la mécanique et le plus rapide de la bande. Sa couleur est le blanc, il a environ 17 ans, il a les yeux bleus et la particularité d'avoir les oreilles en arrière et par moments (quasi similaire) à ceux de Junior. Charmant, généreux et un peu timide, Nelson est un personnage important, c'est un pilier dans l'équipe, en cas de problème il est toujours là pour les régler, il est aussi le pilote de l'avion des Kangoo. Nelson a un talent pour le chant et les inventions.
- Archie est le génie scientifique et le plus intelligent de la bande. Sa couleur est le jaune safran, il a environ 16 ans, il a les yeux verts et il possède des lunettes de vue car il est myope. Gentil, intelligent et parfois maladroit, Archie est un personnage attachant, il est passionné par tout ce qui est du domaine scientifique, les mathématiques (il emploie d'ailleurs souvent l'adverbe "mathématiquement" dans ses phrases), etc. Il réussit souvent à résoudre des problèmes, même les plus complexes auxquels le groupe et parfois confronté. Archie a un talent pour le dessin et les inventions.
- Kévin est le plus bagarreur et le plus fort de la bande. Sa couleur est le noir, il a environ 17 ans, il a les yeux noirs et est le seul de la bande à être représenté avec une musculature notable. Costaud, impulsif et bon cœur, Kévin déteste l'injustice et se révolte de la méchanceté de Mister D et des autres personnages antagonistes, il n'hésite pas à prendre la défense des plus faible et à remonter le moral en cas de besoin. Kévin a un talent pour le sport.
- Junior est le plus jeune et le plus habile du groupe. Sa couleur est le bleu maya, il a environ 11 ans, il a la particularité d'être le plus petit en taille et d'avoir les oreilles qui partent sur les côtés et par moments (quasi similaire) à ceux de Nelson. Malicieux, têtu et boute-en-train, Junior est le plus flemmard des Kangoo, il aime se reposer dans son hamac, mais il est très présent pendant les matchs de basket ou il joue vraiment sérieux, il est aussi amoureux secrètement de Tiffanie. Junior a un talent pour la danse.

### Les alliés des Kangoo
- Tiffanie est la fille de Sammy, pilote d'avion. Elle a environ 15 ans. Depuis leur accident, c'est Nelson qui leur a redonné goût au plaisir de l'aviation. C'est la copilote de l'avion et par conséquent elle est souvent assise à côté de Nelson. Elle soutient les Kangoo et elle semble avoir un faible particulier pour Napo qu'elle trouve « si chou » comme elle le dit souvent. Elle aime bien Nelson également (à l'origine, une idylle entre les deux personnages auraient dû être mis en avant, mais l'idée a été abandonnée par la suite). Elle est souvent kidnappée par Mister D et Robur et c'est aussi la pire ennemie de Roxanna et de Vipéra qui sont jalouses de sa beauté et de sa popularité. D'ailleurs, Billy la poubelle, le cybernaute (robot) le plus bête (selon elle) de Vipéra, en est fou amoureux.
- Sammy est le père de Tiffanie et l'entraîneur des Kangoo. Il est âgé d'une quarantaine d'années environ et il est très protecteur envers sa fille depuis qu'elle a perdu sa mère alors qu'elle n'avait que 5 ans. Il motive les Kangoo et les encourage lors des matchs. Il a horreur de perdre et voudrait obtenir un jour le titre de champion du monde de basket.
- Roy Walter est journaliste pour la chaîne de télévision SW One. C'est lui qui commente la plupart des matches des Kangoo. Il ne manque pas d'énergie, ce qui lui vaut souvent de tomber de son poste, de se retrouver suspendu à son micro, voire de  tomber sur les bords du terrain.
- Adélaïde III est la reine du Mysialand (un état fictif inspiré du Royaume-Uni). Elle a également un faible pour Napo et Nelson.
- Jimmy Mc Connor est le président de l'Archipel du Grand West (un état fictif inspiré des États-Unis).
- Lady Daisy est la femme de Jimmy Mc Connor. Elle a également un faible pour Napo et Archie.
- Bob Mitch est le chef de la police du Mysialand.
- Tom Book est le chef des forces armées de l'Archipel du Grand West.
- Oscar est le chien de Tiffanie à partir de l'épisode 27.
- Prince Cantor est le prince de Birtuma (maintenant connu sous le nom de Birtumabakra) après que Robur et Roxana aient été expulsés. Il a fait ses débuts dans l'épisode 25.
- Melina est le patriot de Birtuma qui a fait ses débuts dans l'épisode 9. Elle a été vue pour la première fois en train d'aider les enfants à s'échapper du travail des diamantaires de Robur.

### Les antagonistes
- Mister D et sa nièce Vipéra sont deux des principaux ennemis des Kangoo. Ils convoitent la plante dorée des Kangoo et n'hésitent pas à kidnapper l'un d'entre eux (ou Tiffanie) pour s'en servir comme monnaie d'échange. La plupart du temps, ils travaillent chacun de leur côté : l'un avec son singe Arthur et ses 2 acolytes Buck et Jo, l'autre avec ses cybernautes comme Billy la poubelle. Ils sont capables tous les 2 de se transformer en animaux (souvent en chauve-souris pour Mister D) pour échapper aux Kangoo et aux autorités.
- Don Marcos est le frère jumeau de Mister D. Après avoir été souvent en conflit avec ce dernier, ils ont fini par s'allier afin d'essayer d'éliminer les Kangoo. Ce qui le différencie physiquement de son frère, c'est la cicatrice présente sur la joue droite de Don Marcos.
- Buck et Jo Les sbires de Mister D qui sont bêtes.
- Robur et Roxana le couple ennemi du monde de Birbakra avec les karatékas.
- Arthur le singe parlant de Mister D.
- Janus le tyran des abysses qui a voulu s'emparer de Tiffanie pour qu'elle soit son épouse et menace de livrer Junior au requin si les kangoo sauvent Tiffanie et il conseille de demander aux kangoo de sauver Junior pour que Tiffanie restera avec lui, mais il a échoué. De plus, il a enlevé Mister D et sa nièce et aussi Robur par exploitation de travaux forcés mais ils seront alliés avec lui.

## Fiche technique
- Maison de production : Animage
- Année de production : 1995
- Création des personnages : Christian Simon, Gil Noll
- Réalisation : Thibaut Chatel
- Production : Marc Sillam
- Scénarios : Thibaut Chatel, Frank Bertrand, Jacqueline Monsigny
- Story-boards : Dominique Etchecopar, Laurent Touchard et beaucoup d'autres
- Direction technique : Jean-Marc Fonseca
- Animation : Studio Arathos, Studio Tae Sang puis RG Prince Films
- Décors : Brigitte Millon, Nicolas Rumeau, Annie Petillon, Jean-Marc Leprêtre, Richard Despres, Pierre Delétang, Cécile Lancelot, Sébastien Deniaux
- Musiques : Gérard Salesses, Fabrice Aboulker, Jean-François Porry
- Générique (version française) interprété par Grégory Ken, Michel Costa, Georges Costa et Jean-Marie Marrier d'Unienville

## Épisodes
1. Le secret de la Sierra Kangoo
2. Les trafiquants d'armes
3. Un ballon explosif
4. Les robots de Vipéra
5. L'ennemi invisible
6. L'île de Vulcanum
7. On a volé la momie
8. Le piège de Vipéra
9. Les enfants de la montagne sacrée
10. Mister D a disparu
11. Roy Walter chez les Kangoo
12. Tremblement de terre à Westland
13. Le trésor du Jumbo Princesse
14. L'empire des clones
15. La malédiction de la plante dorée
16. La bande des trois
17. La trahison de Napo
18. Panique à la Sierra Kangoo
19. Raid à Westland
20. Les deux visages de Mister D
21. Le train fou
22. La nouvelle reine du Mysialand
23. Poussière d'étoile
24. Du fluo pour les Kangoo
25. La vengeance de Robur
26. Le mystère de la plante dorée
27. La cité engloutie
28. Un bébé pour les Kangoo
29. La vallée mystérieuse
30. Le Mogo du Mysialand
31. Le fantôme de l'océan
32. Le quartz d'argent
33. Le violon magique
34. Le maître des profondeurs
35. Le pantin maudit
36. Le compte à rebours
37. La légende du Birbakra
38. Pamela D est de retour
39. Marathon pour les Kangoo
40. Mais où est passée Tiffanie ?
41. Super Génius
42. L'ouragan de Vipéra
43. La tarentule de l'archipel
44. Royal caprice
45. Un infâme chantage
46. Le trésor de Richard le Rouge
47. La planète maudite
48. Le Grand Hôtel du Soleil
49. La nuit des dauphins
50. Magie noire
51. Au secours de Cantor
52. L'île aux sortilèges
53. À la poursuite de la plante dorée
54. Perte de mémoire
55. L'étrange Comtessa
56. Le fils du Mogo
57. Les Kangoo au far-west
58. Pas de pitié pour Pamela D
59. Les malheurs d'Oscar
60. Le galion perdu
61. Rude journée pour les Kangoo
62. La sirène du lagon bleu
63. Dédoublement de personnalité
64. La ville fabuleuse
65. Le triomphe des Kangoo

## Diffusion
La série est diffusée en France à partir du 3 septembre 1996 sur TF1 dans l'émission alors naissante Salut les toons, le lundi, mardi, jeudi et vendredi.
Le 8 janvier 1997, la diffusion de la série est passée au rythme hebdomadaire chaque mercredi et le 3 septembre 1997, la série arrive dans TF! Jeunesse et la diffusion se poursuit jusqu'au 15 décembre 1999.
La série est rediffusée sur Canal+ entre le 30 juin et le 30 août 2003, puis sur Canal J entre le 10 avril 2005 et le 19 décembre 2008.

## Accueil
Dès sa première diffusion, la série divise les français entre les pours et les contres. Les téléspectateurs hostiles à la série pointent du doigt la pauvreté du scénario, l'aspect édulcoré et les répétitions des scènes explicites dans les épisodes de la série.
Sur Senscritique, la série reçoit une note 4,7 sur 10 avec des critiques majoritairement négatives.
Ces protestations n'empêchent pas les Kangoo à trouver leur public en devenant la série d'animation populaire auprès des jeunes téléspectateurs de 4-10 ans avec une bonne audience sur TF1 avec plus de 450 000 téléspectateurs.

## Commentaires
Face au succès mondial complètement imprévu de la série,une suite et un préquelle furent produites, Les Kangoo aux Jeux et Kangoo Juniors, toujours diffusés sur TF1.
À noter que la série a empêché la diffusion, à la même époque, de Slam Dunk, un anime sur le même thème du basket dont AB Productions redoutait qu'elle fasse de l'ombre à sa création.[réf. nécessaire]